# Oxögat, Gästrikland
Oxögat är en sjö i Hofors kommun i Gästrikland och ingår i Gavleåns huvudavrinningsområde.